# Ciénaga (film)
₤
Pour les articles homonymes, voir Ciénaga.
Pour plus de détails, voir Fiche technique et Distribution.
Ciénaga est un film espagnol réalisé par José Ángel Bohollo, sorti en 1993.

## Synopsis
Jorge « Ranchito » Fernández invite son ami d'enfance, Ramiro, écrivain médiocre, pour qu'il écrive ses mémoires. Il a en réalité d'autres intentions.

## Fiche technique
- Titre : Ciénaga
- Réalisation : José Ángel Bohollo
- Scénario : José Ángel Bohollo, Radomiro Spotorno et Gabriel Villanueva
- Musique : José Ángel Bohollo et Antonio Moreno
- Photographie : Antonio Farías
- Montage : José Salcedo
- Production : José Ángel Bohollo et Antonio Moreno
- Pays :  Espagne et  Chili
- Genre : Drame
- Durée : 92 minutes
- Dates de sortie : 
  -  Espagne : 1993

## Distribution
- Ángel de Andrés López : Jorge « Ranchito » Fernández
- Santiago Ramos : Ramiro
- Marcela Osorio : Daniela
- Radomiro Spotorno : le père Gatica
- Pepe Torres : Monja Alferez

## Distinctions
Le film a été nommé au prix Goya du meilleur nouveau réalisateur.